# Carl Alfred Meier
Carl Alfred Meier (Sciaffusa, 19 aprile 1905 – 15 novembre 1995) è stato uno psichiatra e docente svizzero.

## Biografia
Dopo aver studiato precocemente medicina all'Università di Zurigo e all'Università di Parigi, rispettivamente dal 1924 e dal 1927, cominciò a occuparsi di psichiatria a Vienna, seguendo le lezioni di Julius Wagner-Jauregg, e dal 1931 studiò a Zurigo, seguendo le lezioni di Hans-Wolfgang Maier presso la clinica psichiatrica di Burghölzli.
Affascinato da Jung, che lavorava alla clinica, cominciò a occuparsi di psicologia analitica, fino a diventare nel 1948 il primo presidente dell'Istituto C.G. Jung di Zurigo e succedere  a Jung come professore di psicologia al Politecnico federale di Zurigo. Fu anche il primo presidente dell'International Association for Analytical Psychology, fondata nel 1955, per poi fondare il Centro di ricerca e clinica di psicologia junghiana a Zürichberg.

## Opere
- Der Traum als Medizin: Antike Inkubation und moderne Psychotherapie, 1949, trad. Francesco P. Ranzato, Il sogno come terapia. Antica incubazione e moderna psicoterapia, Roma: Mediterranee, 1987
- Zeitgemässe Probleme der Traumforschung, Zürich: Polygraphischer Verlag, 1950
- Premessa a Toni Wolff, Studien zu C. G. Jung's Psychologie , 1959, trad. Gianluca Piccinini, Introduzione alla psicologia di Jung, Bergamo: Moretti & Vitali, 1991
- Jung and Analytical Psychology, Newton: Andover Theological School, 1959 (conferenze)
- curatela di Traum und Symbol. Neuere Arbeiten zur analytischen Psychologie C.G. Jungs, 1963
- Postfazione a Edward Thornton, The Diary of a Mystic, London: Allen & Unwin, 1967
- Die Empirie des Unbewußten, 1968, trad. Francesco P. Ranzato, L'esperienza dell'inconscio con il test delle "associazioni verbali" di Jung, Roma: Mediterranee, 1992 (Lehrbuch der komplexen Psychologie C.G. Jungs, vol. 1)
- La medicina psicosomatica secondo il pensiero di Jung, "Rivista di psicologia analitica", III, 2, 1972, pp. 395-417
- Bewusstsein, 1975, trad. Francesco P. Ranzato, La coscienza, Roma: Mediterranee, 1995 (Lehrbuch der komplexen Psychologie C.G. Jungs, vol. 3)
- Persönnlichkeit, 1977, trad. Francesco P. Ranzato, La personalità. Evoluzione e sviluppo, Roma: Mediterranee, 1999 (Lehrbuch der komplexen Psychologie C.G. Jungs, vol. 4)
- Dynamische Psychologie und die Klassische Welt, "Analytische Psychologie", 10, 1979, pp. 276-89
- Die Bedeutung des Traumes, 1979, trad. Francesco P. Ranzato, L'interpretazione del sogno, Roma: Mediterranee, 1993 (Lehrbuch der komplexen Psychologie C.G. Jungs, vol. 2)
- Der Traum als Medizin, 1985, trad. Francesco P. Ranzato, Il sogno come terapia. Antica incubazione e moderna psicoterapia, Roma: Mediterranee, 1987
- Urbilder der Seele: C.G. Jungs Analytische Psychologie, 1984 (dvd)
- Antike Inkubation und moderne Psychotherapie, 1985
- C.G. Jung, London: University of London, 1985 (conversazione con N. D. Minton)
- Soul and Body: Essays on the Theories of C.G. Jung, Santa Monica: Lapis Press, 1986
- Scienza e religione. Uomo e natura nella visione junghiana, trad. Manin De Luca e Francesco P. Ranzato, Roma: Mediterranee, 1990
- Remembering Jung, 1990, 2003 (dvd) (conversazioni con James Kirsch e Suzanne Wagner)
- curatela di Wolfgang Pauli e Carl Gustav Jung, Ein Briefwechsel 1932-1958, trad. Irene Ranzato e Maurizio Renzi, Il carteggio Pauli-Jung, Roma: Il minotauro, 1999; a cura di Antonio Sparzani e Anna Panepucci, Jung e Pauli. Il carteggio originale: l'incontro tra psiche e materia, Bergamo: Moretti & Vitali, 2016